# Tiwa Savage

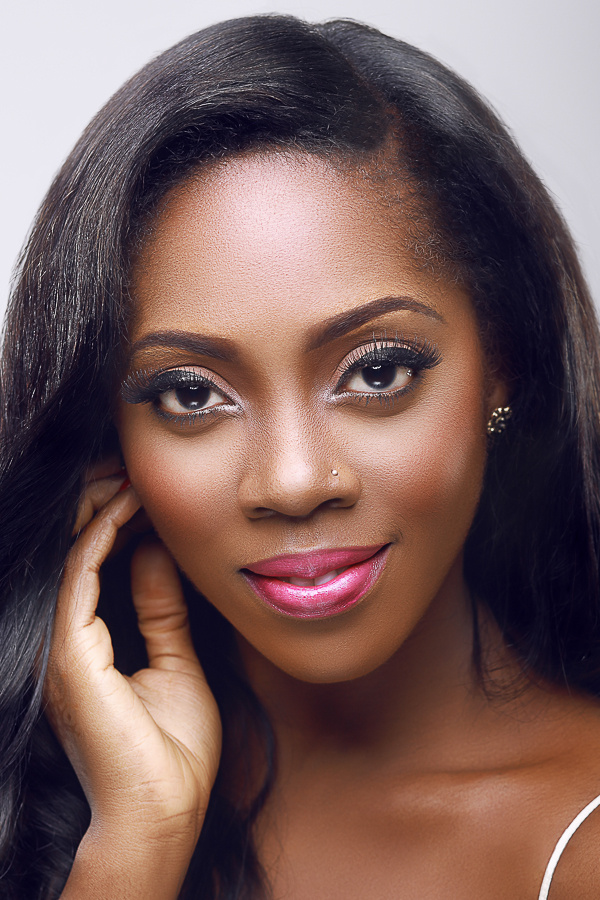

Tiwatope Savage-Balogun (sinh ngày 5 tháng 2 năm 1980) hay bà còn được biết đến với nghệ danh là Tiwa Savage, là tên của một nữ ca sĩ, nhà soạn nhạc và diễn viên người Nigeria.

## Lí lịch
Bà sinh ra ở Ikeja, thành phố trung tâm của Lagos rồi năm bà 11 thì gia đình bà chuyển đến London. Sau đó, thì lại chuyển đến Mỹ. Sau khi tốt nghiệp ngành quản trị kinh doan ở đại học Kent, bà bắt đầu làm việc tại ngân hàng hoàng gia Scotland.
Năm 26 tuổi, bà tham gia vào chương trình The X Factor phiên bản Anh quốc và lọt vào vòng chung kết. Một năm sau, bà tốt nghiệp trường cao đẳng âm nhạc Berklee.

## Sự nghiệp
Năm 2010, bà bắt thu âm album đầu tay.
Năm 2012, bà kí hợp đồng với công ty thu âm Mavin của ông Don Jazzy sau khi bà hợp tác với người sản xuất điều hành.
Ngày 3 tháng 7 năm 2013, bà cho ra mắt album đầu tay tên là Once Upon a Time cho công chúng Nigeria, tuy nhiên nó được phát hành trên iTunes trước một ngày.
Ngày 19 tháng 12 năm 2015, bà phát hành tiếp một album thứ hai tên là RED
Tháng 6 năm 2016, bà đã kí hợp đồng quản lí và xuất bản với Roc Nation, sau đó, bà xác nhận chuyện này trên Instagram.
Bên cạnh đó, bà còn tham gia nhiều dự án sàng lọc ung thư vú khắp Nigeria. Bên cạnh đó, bà còn gây quỹ cho một tổ chức địa phương để xây trường học.

## Cuộc sống riêng tư
Bà kết hôn với Tunji "Tee Billz" Balogun. Họ tổ chức đám cưới theo nghi lễ truyền thống vào ngày 23 tháng 11 năm 2013 tại Lekki và ngày 26 tháng 4 năm 2014, hai người tổ chức đám cưới theo kiểu hiện đại tại khách sạn Armani ở Dubai.
Ngày 22 tháng 7 năm 2015, Tim Savage sinh con trai đầu lòng tên là Jamil Balogun. Ngày 28 tháng 4 năm 2016, chồng bà đã buộc tội bà không chung thủy trên hàng loạt bài đăng trên phương tiện truyền thông xã hội. Trong một cuộc phỏng vấn kéo dài 45 phút thực hiện bới 2 tờ báo Thisday và Pulse Nigeria, bà đã gạt bỏ cáo buộc trên và tuyên bố rằng anh ta là người ngiện ma túy, tiêu xài phung phí. Hơn thế nữa, bà đã tuyên bố rằng cuộc hôn nhân của hai người đã kết thúc.